# 圣卢恰-迪塞里诺
圣卢恰-迪塞里诺（義大利語：Santa Lucia di Serino），是意大利阿韦利诺省的一个市镇。总面积3平方公里，人口1497人，人口密度499.0人/平方公里（2009年）。ISTAT代码为064088。